# PATH (глобальная организация здравоохранения)
PATH, Глоба́льные иссле́довательские прое́кты (англ. Global Research Projects, ранее известная как Программа соответствующих технологий в области здравоохранения, англ. Program for Appropriate Technology in Health) — международная некоммерческая глобальная в области здравоохранения, базирующаяся в Сиэтле, с 1600 сотрудниками в более чем 70 офисах по всему миру. 

## История
Основанная в 1977 году с акцентом на планирование семьи, PATH вскоре расширила свои цели по работе на широкий спектр возникающих и постоянных глобальных проблем здравоохранения в областях технологий здравоохранения, здоровья матери, здоровья детей, репродуктивного здоровья, вакцинах и иммунизации, возникающих и эпидемических заболеваний, таких как ВИЧ, малярия и туберкулез.
С 2000 года организация расширилась с около 300 сотрудников и ежегодного бюджета в размере 60 млн. долларов США до 1600 человек в 2016 году, работающих в возрасте 70 странах и бюджета в 305 миллионов долларов.
PATH является одной из крупнейших некоммерческих организаций в сфере здоровье сегодня.
Штаб-квартира PATH находится в районе Саус Лейк Юнион, Сиэтл, недалеко от нескольких других глобальных организаций здравоохранения, включая Фонд Билла и Мелинды Гейтс.

## Руководство
Президентом и генеральным директором организации является Николай Гилберт, который также является управляющим директором и генеральным директором Фонда для соответствующих технологий в области здравоохранения (FATH), швейцарской дочерней компании PATH.

## Признание
С 2005 года PATH попадает в топ-200 крупнейших благотворительных организаций в Америке.
В 2009 году PATH получил гуманитарную премию Конрада Хилтона.
В 2012 году PATH был назван шестой лучшей НГО в мире в списке «Топ-100», опубликованном Global Journal.

## Финансирование
Фонд начал работу в 1977 году на грант Фонда Форда. В 2003 году фонд получил 146,622 млн. долларов в виде грантов от различных фондов США .
В настоящий момент финансирование складывается из следующих доходов:
- Основной капитал 54,9 %
- Правительство США 23,7 %
- Правительства других стран 15,4 %
- Инвестиции 3,4 %
- Поступления физических лиц 1,5 %
- Вклады корпораций 1,1 %

Фонд, а также ведущая мировая ресурсная компания и благотворительная организация «Устойчивые сообщества Биллитона» (англ. Billiton Sustainable Communities BHP) объединяющая людей и ресурсы для «построения лучшего мира», выделят 25 миллионов долларов США на улучшение здоровья и развития детей в возрасте до двух лет в Южной Африке и Мозамбике в течение следующих пяти лет в рамках онлайн-платформы «Партнёрство для достижения ЦУР» ООН. Содействие в реализации планов организации также оказывают Foundation Center и GuideStar (Candid, некоммерческая организация сбора данных о благотворительности во всех странах), объединяющие и распределяющие потоки благотворительного финансирования во всём мире через сеть Candid's Funding Information Network.